# Aloe veseyi
Aloe veseyi é uma espécie de liliopsida do gênero Aloe, pertencente à família Asphodelaceae.